# Grosjön, Västergötland
Grosjön är en sjö i Starrkärrs och Skepplanda socknar i Ale kommun i Västergötland och ingår i Göta älvs huvudavrinningsområde. Sjön är 1,2 meter djup, har en yta på 0,376 kvadratkilometer och är belägen 41 meter över havet. Sjön avvattnas av vattendraget Forsån som ansluter till Grönån strax sydväst om Skepplanda.

## Delavrinningsområde
Grosjön ingår i det delavrinningsområde (643296-128693) som SMHI kallar för Ovan Grönå. Medelhöjden är 82 meter över havet och ytan är 37,79 kvadratkilometer. Räknas de 3 avrinningsområdena uppströms in blir den ackumulerade arean 96,05 kvadratkilometer. Forsån / Grönån som avvattnar avrinningsområdet har biflödesordning 2, vilket innebär att vattnet flödar genom totalt 2 vattendrag innan det når havet efter 41 kilometer. Avrinningsområdet består mestadels av skog (59 procent) och jordbruk (28 procent). Avrinningsområdet har 0,57 kvadratkilometer vattenytor vilket ger det en sjöprocent på 1,5 procent.